# Sýček brahmínský
Sýček brahmínský (Athene brama) je malá sova hnízdící v tropických oblastech Asie od Indie po jihovýchodní Asii. Je hojná v otevřených krajinách, zejména na hospodářské půdě, často je k vidění i v blízkosti lidských obydlí.
Sýček brahmínský je malá (21 cm) zavalitá sova. Svrchu je šedohnědý s bílým skvrněním, spodinu má bílou s hnědými pruhy. Obě pohlaví jsou si zbarvením velice podobná. Létá ve vlnovkách.
Je aktivní v noci. Přes den je často prozrazen malými ptáky, kteří ho vyruší při odpočinku na stromech. Požírá hmyz a malé obratlovce. Hnízdí ve stromové dutině nebo v budovách. Klade 3 - 5 vajec.